# Haploporus longibollum
Haploporus longibollum är en plattmaskart. Haploporus longibollum ingår i släktet Haploporus och familjen Haploporidae. Inga underarter finns listade i Catalogue of Life.